# Mausolée de l'imam Hussein
Le mausolée de l'imam Hussein (en arabe : مقام الامام الحسين), également appelé mosquée  de l'imam Hussein, est un lieu sacré islamique chiite situé à Kerbala, en Irak. Abritant le tombeau de Al-Hussein ibn Ali, petit-fils du prophète Mahomet, mort au cours de la bataille de Kerbala (680), il est un des lieux les plus sacrés de l'islam chiite. Il est visité par des millions de pèlerins chaque année, notamment au cours des commémorations de l'achoura.
Selon Ja'far al-Sadiq, sixième imam chiite et important théologien du VIIIe siècle, le mausolée d'Hussein est, en termes d'importance, le cinquième des six principaux lieux saints de l'islam chiite, derrière les villes saintes de La Mecque et de Médine, Jérusalem, le mausolée d'Ali à Najaf et devant le mausolée de Fatima à Qom.
Une première mosquée est bâtie à cet endroit en 684, mais est détruite à de nombreuses reprises au cours de l'histoire (763, 787, 850, 886, 1016). Le sanctuaire actuel, qui reprend une partie du vocabulaire architectural perse, date du XIe siècle, mais a été considérablement modifié au cours des siècles suivants. Il est remarquable par ses minarets et son dôme monumental, couverts d'or, et par son mur d'enceinte couvert de faïences turquoise, rythmé par une série d'iwans.

## Historique
La mosquée est bâtie sur le tombeau de Al-Hussein ibn Ali, troisième imam des chiites duodécimains, assassiné en 680 par les Omeyyades du calife Yazid Ier au cours de la bataille de Kerbala. Petit-fils du prophète Mahomet, fils d'Ali, il est une des figures centrales du chiisme. Pour les fidèles de cette doctrine et également pour les sunnites, il est un « martyr » (chahid) mais prend une dimension de « sauveur » que ne lui reconnaissent par les sunnites. Chaque année, le 10 du mois de Muharram (mois du calendrier musulman), pèlerinages et processions chiites commémorent la « passion » d'Hussein. La mosquée abrite également les tombeaux des fils d'Hussein, Ali al-Akbar et Ali al-Asghar.
Une première mosquée est édifiée en 684 par Mukhtar ibn Abou Ubayd at-Thaqafi. Le site devient un lieu de pèlerinage fréquenté, malgré les interdictions et les tentatives d'intimidation des califes omeyyades et abbassides. Les Marwanides, notamment, s'emploient de leur mieux à essayer « d'extirper l'hérésie » chiite, en employant au besoin la manière forte. Détruite à plusieurs reprises, la mosquée est chaque fois reconstruite. Il faut attendre l'arrivée au pouvoir de la dynastie bouyide, chiite, pour que les persécutions cessent. Par la suite, les autorités sunnites « tolèreront » plus ou moins bien les pèlerinages. 
En 1016, le bâtiment est victime d'un grave incendie. Le vizir Hasan ibn Fadl ordonne sa reconstruction peu de temps après. Cet édifice, qui est celui qui existe toujours, est agrandi et embelli à de nombreuses reprises, notamment sous An-Nasir (1223) et Uways ibn Hasan Jalayiri (1365). Les minarets sont couverts d'or quelques années plus tard, sous Ahmad ibn Uways (1384).
Un nouveau sarcophage est réalisé à la demande du shah séfévide Ismaïl Ier en 1514. Il est restauré et embelli par Abbas Ier le Grand (1622), puis par Nâdir Shâh (1742). En 1796, Agha Mohammad Shah finance la mise en place de feuilles d'or sur le dôme.
En 1801, le mausolée est endommagé par un raid de tribus bédouines wahhabites menées par Abdelaziz ben Mohammed ben Saoud. Fath Ali Shah Qajar finance la restauration de l'édifice.
Le mausolée est de nouveau endommagé en 1991, au cours d'un soulèvement de populations chiites contre le régime du président Saddam Hussein. Trois ans de travaux sont nécessaires pour remettre le sanctuaire en état.
Le sanctuaire est pris pour cible à de nombreuses reprises après l'invasion de l'Irak (2003), dans un contexte de tensions entre communautés sunnites et chiites. Le 2 mars 2004, un premier attentat suicide, perpétré en pleine célébration de l'achoura, cause la mort de 85 personnes. Le 15 décembre de la même année, une bombe est placée près d'une porte du mausolée, tuant 7 personnes et en blessant grièvement 31 autres. Le 5 janvier 2006, un nouvel attentat vise les fidèles chiites, causant la mort de 60 personnes à proximité du mausolée. Le 14 avril 2007, un nouvel acte terroriste cause la mort de 36 personnes. Le 17 mars 2008, une femme se fait exploser à proximité du sanctuaire, tuant 43 personnes. Des attentats sont de nouveau perpétrés le 11 septembre 2008, le 12 février 2009 et au mois de février 2010 (Ier, 3 et 5 février).

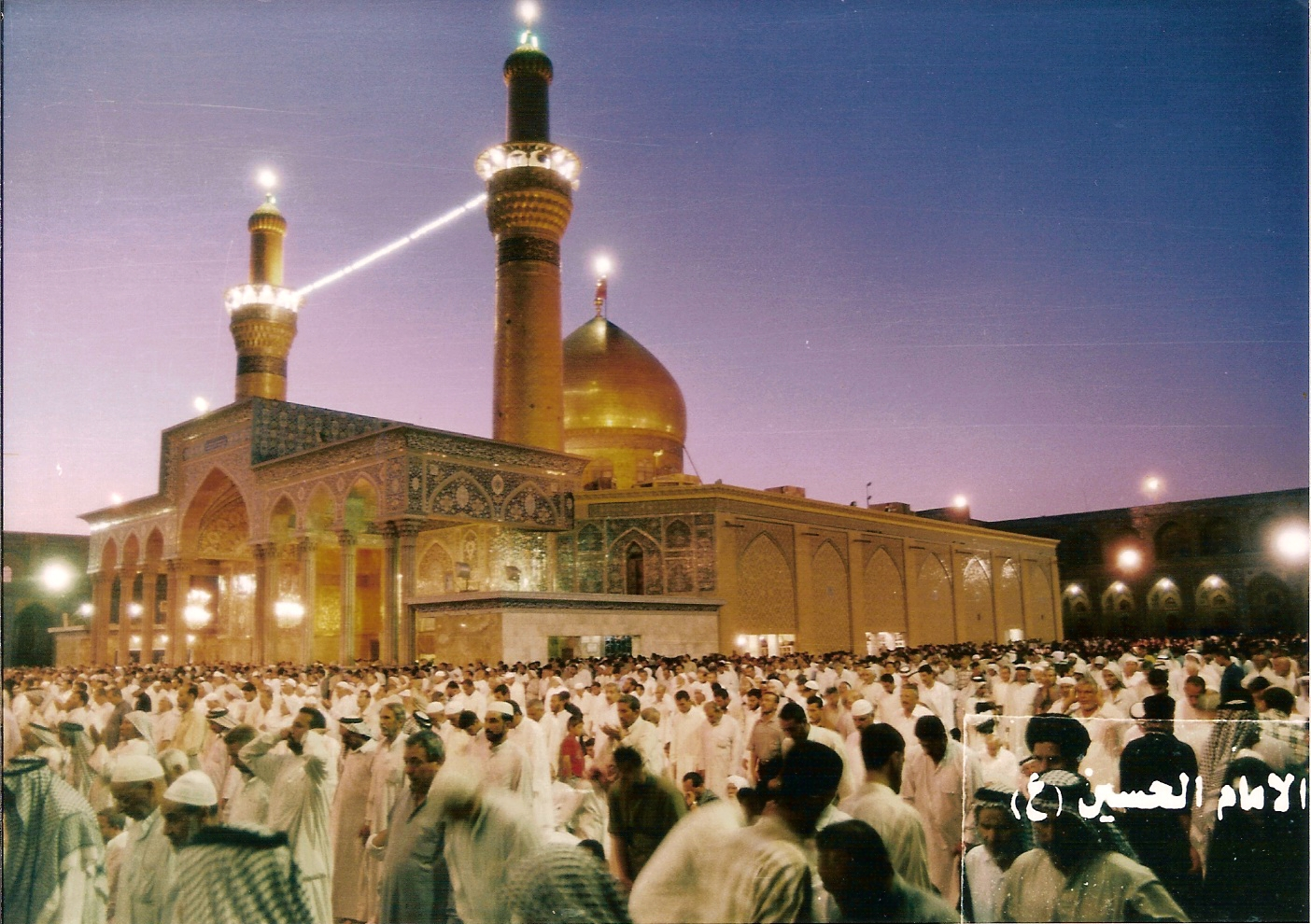
Vue du mausolée d'Hussein
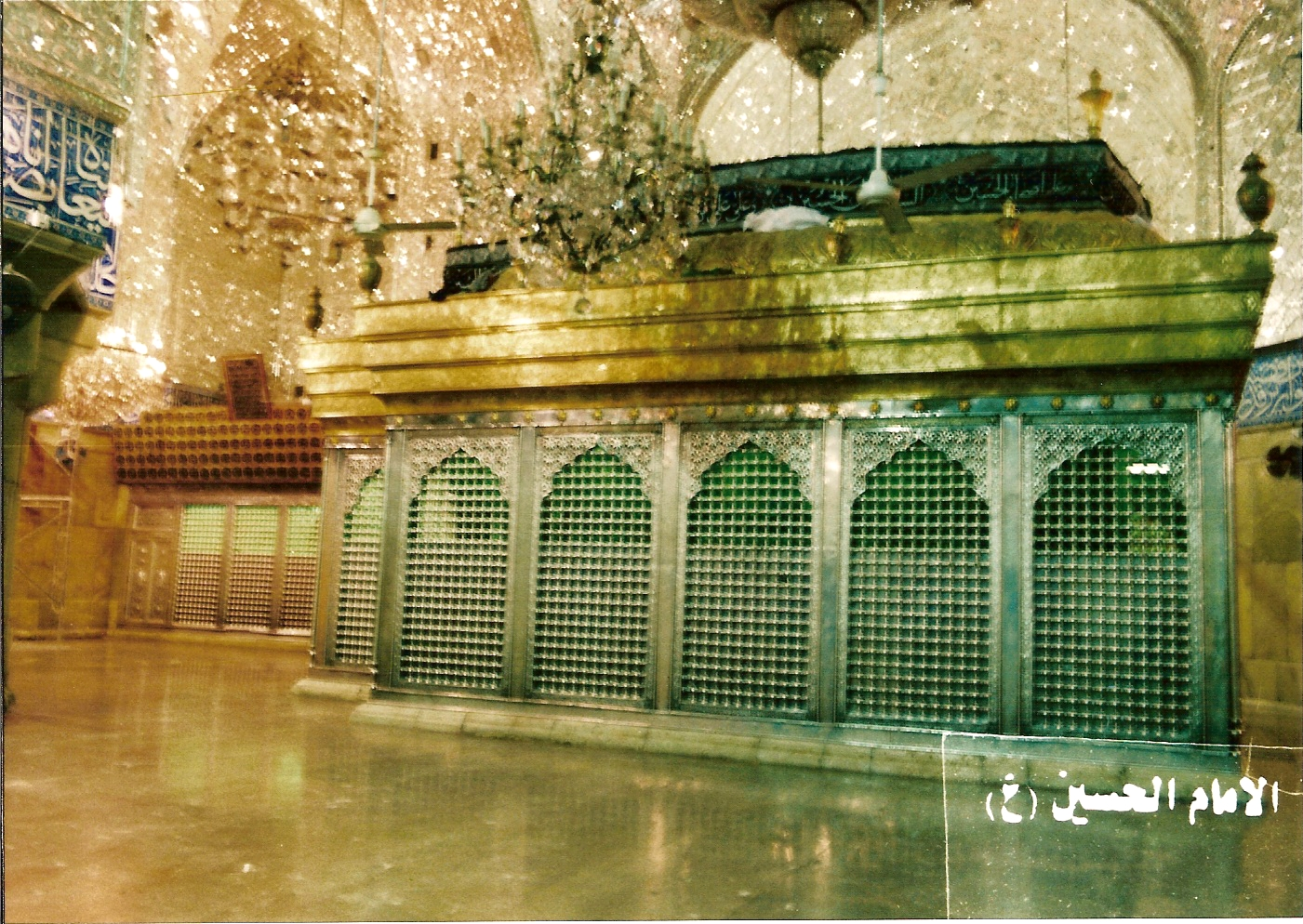
Le tombeau d'Hussein, entouré d'une grille finement ouvragée
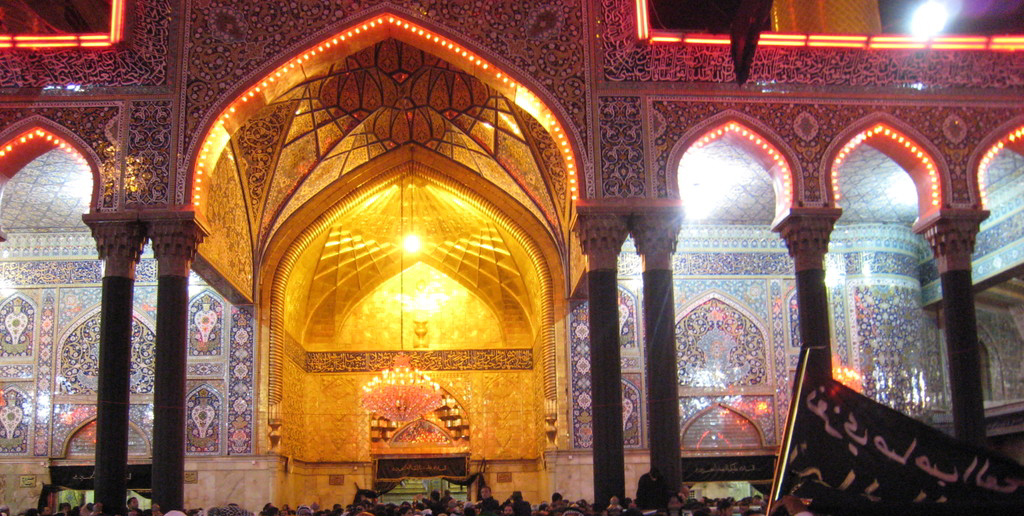
Portail principal du mausolée d'Hussein
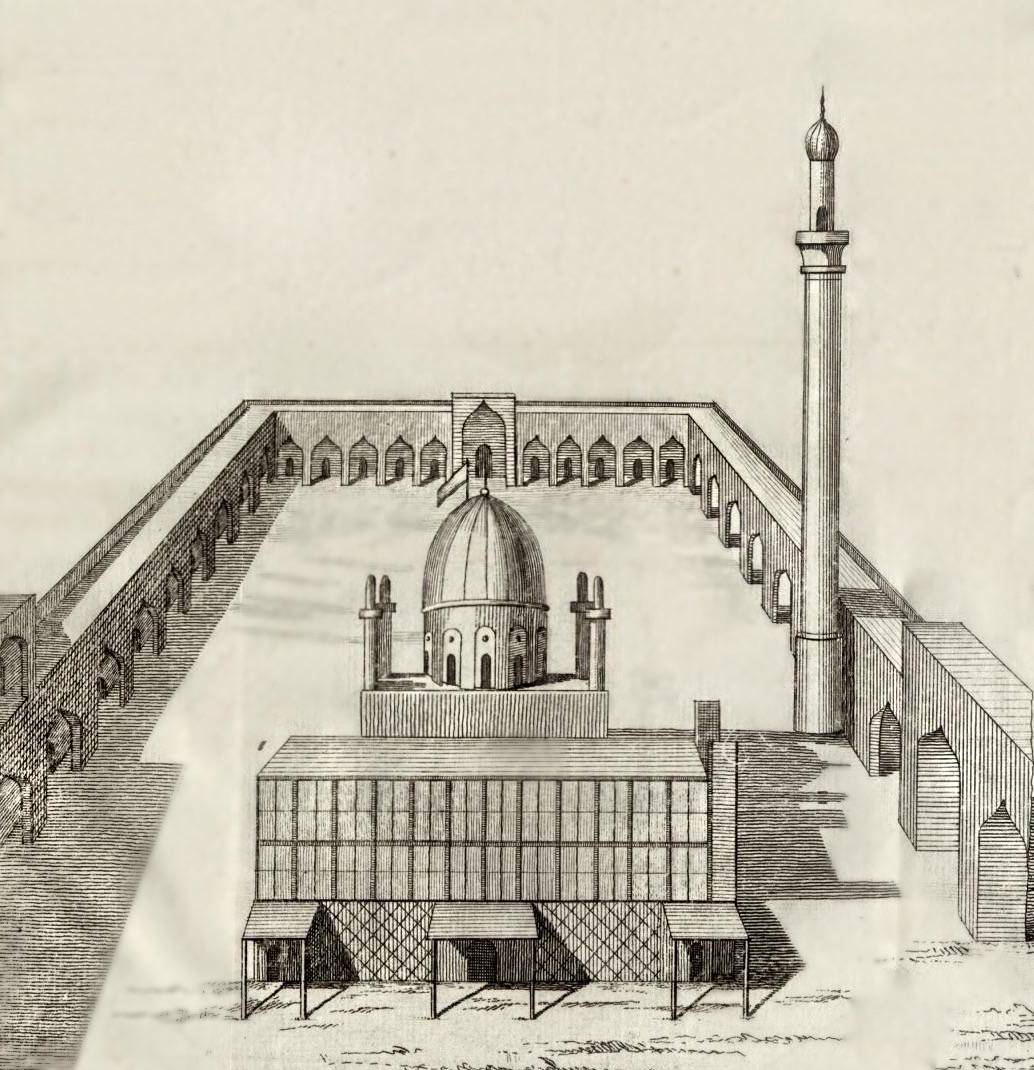
Le mausolée en 1765, par l'explorateur allemand Carsten Niebuhr.